# Jordi Batalla Escoda
Jordi Batalla Escoda (Barcelona, 1926-Sant Carles de la Ràpita, 2009) fou tirador i dirigent de tir esportiu.
Practicant de tir des del 1964, guanyà diversos campionats de Catalunya, i formà part de la selecció espanyola en quatre trobades internacionals. El 1969 entrà a la junta directiva del Tir Esportiu de Barcelona, aleshores anomenat Tiro Nacional de Barcelona, i en fou vicepresident (1978-82) i president (1987-95). Va ser el primer president de la Federació Catalana de Tir Olímpic quan aquesta va néixer el 1983 i es va mantenir en el càrrec fins al 1996 després de ser reelegit dues vegades. Amant de la pesca esportiva i de la caça al marge del tir, va posar en marxa la Federació Provincial de Tarragona de Tir de Precisió a principis dels anys seixanta, quan residia en aquesta ciutat, i el 1968, quan el Tiro Nacional d'España i la Federació Espanyola de Tir al Plat es van fusionar, es va convertir en el president de la nova Federació Provincial de Tarragona de Tiro Olímpico Español. Poc després va deixar Tarragona per anar a viure a Palamós i es va desconnectar del tir, però el 1980 va tornar a aquest esport i durant dos anys va ser vicepresident de tir al plat de la Federació Espanyola de Tir Olímpic abans de ser elegit president de la Federació Catalana. Durant el seu mandat, durant la seva presidència es van celebrar els Jocs Olímpics de Barcelona, en els quals va prendre part activa com a jutge internacional. Rebé la medalla Forjadors de la Història Esportiva de Catalunya el 1997.